# Serreta del Comú
La Serreta del Comú és una muntanya de 160 metres que es troba al municipi de Soses, a la comarca catalana del Segrià.